# USS Boyd (DD-544)
TCG Iskenderun (D-343) à partir de 1969
Pour les articles homonymes, voir Boyd.
 (décembre 2023).
Si vous disposez d'ouvrages ou d'articles de référence ou si vous connaissez des sites web de qualité traitant du thème abordé ici, merci de compléter l'article en donnant les références utiles à sa vérifiabilité et en les liant à la section « Notes et références ».
L'USS Boyd (DD-544) est un destroyer de la classe Fletcher en service dans la Marine des États-Unis (US Navy) pendant la Seconde Guerre mondiale. Il a été nommé en l'honneur de Joseph Boyd, qui a participé à un raid pour détruire la frégate USS Philadelphia, qui avait été capturé pendant la seconde guerre barbaresque.

## Construction
Sa quille est posée le 2 avril 1942 au chantier naval Union Iron Works (Bethlehem Shipbuilding Corporation) de San Pedro, dans l'état du état de Californie. Il est lancé le 29 octobre 1942; parrainé par Mme C. W. Styer, épouse du capitaine Styer, et mis en service le 8 mai 1943, le capitaine de corvette (Lieutenant Commander) Ulysses S. G. Sharp, Jr. aux commandes.

## Historique

### Service dans la marine américaine
En tant qu'unité de la Flotte du Pacifique (Pacific Fleet), le Boyd est parti pour Pearl Harbor le 14 juillet 1943. Après un entraînement complémentaire, il participe à l'occupation de l'île Baker (1er septembre 1943), puis rejoint la Fast Carrier Task Force en tant que navire de protection pour le raid de l'île Wake (5-6 octobre) et le débarquement des îles Gilbert (19 novembre-8 décembre).
Le 26 novembre 1943, le Boyd fut crédité d'avoir coulé le sous-marin de la marine impériale japonaise I-39 dans la région des Gilbert.
Pendant le bombardement de l'île Nauru (8 décembre 1943), le Boyd est endommagé par une batterie côtière japonaise alors qu'il est en mission de sauvetage d'un avion américain qui a été touché et qui a fait un amerrissage d'urgence. Le Boyd a reçu l'ordre d'aller chercher les survivants de l'avion accidenté à 10h33. Cinquante-sept minutes plus tard, ils ont trouvé le radeau avec les pilotes à bord. À 11h40, le Boyd s'est rapproché du radeau, le protégeant des batteries japonaises.
Environ deux minutes plus tard, à 11h42, le Boyd est touché par des obus japonais. Le premier obus traverse le pont principal et pénètre dans la salle des machines, juste au-dessus de l'un des deux évaporateurs d'eau douce du navire. Cette frappe a sectionné au moins une conduite de vapeur surchauffée à haute pression de 40 bar (600 psi) et 850 degrés, et a également détruit l'un des deux tableaux de distribution d'énergie du navire. Tous les hommes qui se trouvaient dans la salle des machines avant sont morts. Le second obus a touché l'intérieur de la cheminée n°1.
Les pertes totales s'élèvent à douze hommes tués et huit blessés. En conséquence, le navire doit retourner à Espiritu Santo, aux Nouvelles-Hébrides, pour y être réparé.
Après les réparations, le Boyd arrive à Pearl Harbor le 23 mars 1944. Il rejoint la Task Force 58 (TF 58) pour:
- le débarquement de Hollandia (21-24 avril) ;
- le raid Truk-Satawan-Ponape (29 avril-1er mai) ;
- le débarquement de Saipan (11-24 juin) ;
- 1er raid de Bonin (15-16 juin) ;
- Bataille de la mer des Philippines (19-20 juin) ;
- 2e raid de Bonin (24 juin) ;
- 3e raid de Bonin (3-4 juillet) ;
- invasion de Guam (12 juillet-15 août) ;
- le raid Palaos-Yap-Ulithi (25-27 juillet) ;
- 4e raid de Bonin (4-5 août) ;
- occupation des Palaos méridionaux (9-24 septembre),
- et débarquement de Morotai (15 septembre).

Il rejoint ensuite la Task Force 38 (TF 38) pour les attaques contre Okinawa (10 octobre), le nord de Luçon et Formose (11-14 octobre), et Luçon (15 octobre), qui précèdent le débarquement de Leyte. Après avoir pris part à la bataille du golfe de Leyte (24-25 octobre), il couvre les porte-avions qui lancent les frappes contre Luçon (5-6, 13-14 et 19-25 novembre).
Entre le 31 décembre 1944 et le 22 janvier 1945, le Boyd sert de navire d'escorte. Il participe ensuite au bombardement d'Iwo Jima et à l'occupation de l'île (19 février-1er mars). Il arrive au large d'Okinawa le 5 mars et y reste en mission d'inspection jusqu'au 30 juin. Il rejoint ensuite la 3e Flotte (3rd Fleet) pour des frappes contre les îles japonaises (10 juillet-7 août). L'un des premiers navires à revenir aux États-Unis après la capitulation du Japon, le Boyd quitte Okinawa le 7 septembre et subit une révision au chantier naval de Mare Island (Mare Island Navy Yard) (25 septembre-28 novembre). Il est ensuite transféré à la base navale de San Diego, où il arrive le 14 janvier 1948. Il avait été mis hors service en réserve le 15 janvier 1947.
Remis en service le 24 novembre 1950, le destroyer est affecté à la Flotte du Pacifique (Pacific Fleet). Après un entraînement au large de la côte ouest, le Boyd part pour la Corée le 28 mai 1951. Il y reste, servant au sein de la Task Force 77 (TF 77) et de la patrouille du détroit de Formose, jusqu'à son retour à San Diego le 21 décembre 1951. Le Boyd quitte San Diego le 12 juillet 1952 pour sa deuxième mission en Corée. Il participe au blocus de Wonsan et prend part à la démonstration amphibie au large de Kojo (6-15 octobre). Il quitte les eaux coréennes fin janvier et arrive à San Diego le 16 février 1953. Après la fin des combats en Corée, le Boyd poursuivit ses opérations le long de la côte ouest et effectua trois tournées en Extrême-Orient.

### Service dans la marine turque
Le 1er octobre 1969, le Boyd a été désarmé, rayé du registre des navires de guerre Naval Vessel Register et transféré en Turquie. Il a servi dans la marine turque sous le nom de TCG Iskenderun (D-343). 
En 1981, il a été radié et mis au rebut.

## Décorations
Le Boyd a reçu 11 battle stars (étoiles de combat) pour son service pendant la Seconde Guerre mondiale et 5 battle stars pendant la guerre de Corée.